# Walerij Ugarow
Walerij Michajłowicz Ugarow (ros. Валерий Михайлович Угаров; ur. 15 marca 1941 w Moskwie, zm. 17 listopada 2007 tamże) – radziecki i rosyjski reżyser filmów animowanych oraz animator. Zasłużony Działacz Sztuk Federacji Rosyjskiej (1997).
Pochowany na Cmentarzu Daniłowskim w Moskwie.

## Wybrana filmografia

### Reżyseria
- 1978-1985: W ostatniej ławce
- 1971-1973: Filmy z serii Wesoła karuzela (Весёлая карусель № 3. Разгром, Весёлая карусель № 4. Про чудака лягушонка, Весёлая карусель № 5. Не про тебя ли этот фильм?)

### Animator
- 1966: Tu mieszkał Kozjawin
- 1966: Wspaniały stateczek
- 1968: Szklane organki
- 1969: Balerina na łodzi
- 1969: Skrzydlaty krokodyl
- 1971: Wilk i Zając (odc. 3)
- 1974: Wilk i Zając (odc. 8)
- 1986: Wilk i Zając (odc. 16)